# رسوایی‌ای بس انگلیسی
رسوایی‌ای بس انگلیسی (انگلیسی: A Very English Scandal) یک مینی‌سریال بریتانیایی به کارگردانی استیون فریرز، بر اساس داستان واقعی جرمی ثورپ است که در سال ۲۰۱۸ از بی‌بی‌سی وان منتشر شد.